# Gannet (Schiff, 1879)
Die HMS Gannet ist eine Dreimastsloop der Doterel-Klasse. Sie wurde in den 1870er Jahren für die Royal Navy gebaut und ab 1895 als Wohnschiff genutzt. Seit 1987 dient sie als Museumsschiff.

## Geschichte
Die Gannet wurde 1877 in Sheerness auf Kiel gelegt, am 31. August 1878 vom Stapel gelassen und am 17. April 1879 für den Einsatz im Pazifik unter dem Kommando von Admiral Algernon Frederick Rousde Horsey in Dienst gestellt. Am 25. Mai 1879 lief sie von Portsmouth nach Madeira, wo sie Kohle und Vorräte aufnahm und anschließend nach Rio de Janeiro weiter fuhr. Von dort begab sich das Schiff über die Magellanstraße nach Valparaíso. Vor Kap Vigius geriet es in einen schweren Sturm, der acht Tage lang anhielt. Auf der Route durch die Meerenge umrundete die Gannet Kap Hoorn und geriet vor Juan Fernandez erneut in schwere Winde, bevor sie am 31. August Valparaiso erreichte.
Die Gannet verfolgte das Geschehen während des Salpeterkrieges zwischen Chile und der peruanisch-bolivianischen Allianz und war vor Callao, als die Peruaner ihre eigene Flotte versenkten, um zu verhindern, dass sie dem Feind in die Hände fiel. Im Juli 1883 kehrte die Gannet nach Sheerness zurück, wo sie überholt wurde. Während ihres vierjährigen Einsatzes legte die Gannet über 95.000 Kilometer zurück.
Während der Überholung erhielt das Schiff ein Achterdeck, das Platz für eine Offizierskabine und eine zusätzliche Bewaffnung mit zwei 127-mm-Hinterladergeschützen vor dem Besanmast und zwei vierläufigen Nordenfelt-Maschinengewehren bot. Außerdem wurde die Takelage erleichtert, um das zusätzliche Gewicht am Heck zu kompensieren. Nach Abschluss der Arbeiten wurde die Gannet am 3. September 1885 für den Einsatz in der Mittelmeerflotte wieder in den aktiven Dienst gestellt.
Während ihres Dienstes kreuzte sie im Roten Meer, um das Verbot des Sklavenhandels durchzusetzen. Am 11. September 1888 wurde die Gannet nach Sawakin beordert, um die HMS Dolphin zu entsetzen. Dort sollte das Schiff die britischen und ägyptischen Truppen unter dem Kommando von General Gerald Graham unterstützen, die im Hafen von Sawakin von Osman Digna einem ehemaligen Sklavenhändler und Anhänger des Mahdi belagert wurden. Nachdem die Gannet am 15. September Sawakin erreichte, begann sie die Truppen von Digna zu beschießen. Dabei verbrauchte das Schiff bis Oktober 200 Granaten und 1200 Schuss Munition der Nordenfelt-Geschütze. Am 15. Oktober wurde die Gannet von der HMS Starling abgelöst und lief anschließend nach Malta, wo sie am 1. November ausgemustert wurde.
Am 10. November wurde sie erneut der Mittelmeerflotte unterstellt und nahm ihre Patrouillendienste im Roten Meer und im Mittelmeer wieder auf. Im Dezember 1891 wurde die Gannet erneut ausgemustert und am 26. Januar 1892 wieder in den aktiven Dienst gestellt. Bis 1894 kreuzte sie im Mittelmeer auf der Suche nach verbotenen Sklavenschiffen. Im Dezember kehrte sie nach Sheernees zurück und wurde nach ihrer Ankunft am 16. März 1895 der Reserve in Chatham unterstellt. Im Herbst 1900 wurde die Gannet an die South Eastern & Chatham Railway Company als Unterkunftsschiff im Bahnhof Port Victoria auf der Isle of Grain verpachtet. 1903 wurde sie zum Exerzierschiff für die Londoner Division der Royal Naval Reserve und am 16. Mai in President umbenannt. Im Jahr 1909 wurde sie wiederum in President II umbenannt.
1913 wurde die President II an Charles Burgess Fry, den Leiter des Schulschiffs Mercury, als Wohnschiff für Marine-Rekruten verpachtet. In der Marinewerft von Sheerness wurden Umbauarbeiten durchgeführt, bei denen ein zusätzliches, durchgehendes Volldeck über dem Hauptdeck angebracht wurde. Im Jahr 1914 wurde die President II in den Hamble geschleppt. Im Juli 1968 wurde sie an die Royal Navy zurückgegeben und verließ den Hamble 1970 in Richtung Southampton und dann Fareham Creek.

### Museumsschiff
Im Jahr 1971 wurde das Schiff dem Maritime Trust übertragen. 1987 wurde das Schiff an die Chatham Historic Dockyard übergeben, die mit einem Restaurierungsprogramm begann, um dem Schiff sein ursprüngliches Aussehen von 1886 zurückzugeben. Im Jahr 1994 übernahm der Chatham Historic Dockyard Trust das Schiff. Bis 2003 umfassten die Arbeiten die Neuverkleidung des weitgehend originalen Schiffsrumpfs sowie die Wiederherstellung der ursprünglichen Decks, Kabinen, Masten und Spieren.

## Technik
Das Schiff hatte eine Gesamtlänge von 58,80 m, eine Länge zwischen den Loten von 51,70 und eine Breite von 11 m. Der Tiefgang betrug 4,80 m und die Verdrängung lag bei 1130 tn.l.

### Antrieb
Die Gannet war mit einer Zweizylinder-Verbunddampfmaschine von Humphrey & Tennant ausgestattet, die eine Welle antrieb und insgesamt 1107 PSi (814 kW) entwickelte, mit der sie eine Höchstgeschwindigkeit von 11,5 Knoten (21 km/h) erreichte. Der Dampf wurde von drei Langkesseln mit einem Arbeitsdruck von 4,1 bar geliefert. Das Schiff konnte maximal 150 tn.l. Kohle mitführen, was ihm bei einer Geschwindigkeit von 10 Knoten (19 km/h) eine Reichweite von 1.480 Seemeilen (2.740 km) ermöglichte. Die Besatzung des Schiffes bestand aus 140 bis 150 Offizieren und Mannschaft.

### Bewaffnung
Die Bewaffnung bestand aus vier 64-Pfünder-Vorderladerkanonen mit gezogenem Lauf, zwei an Back- und zwei an Steuerbord. Zusätzlich hatte das Schiff zwei 177-mm-Vorderladerkanonen ebenfalls mit gezogenem Lauf an Bug und Heck installiert.